# Direction de la protection des installations, moyens et activités de la défense
La Direction de la protection des installations, moyens et activités de la défense (DPID) est l'administration française placée sous l'autorité du ministre des Armées (MINARM), chargée de la protection et de la sécurité des personnes, des biens, des installations, des moyens et des activités intéressant la défense nationale contre les actes malveillants ou hostiles, les atteintes au secret de la défense nationale et la cybermenace.

## Historique
La DPID est créée le 19 août 2015 au sein du ministère des Armées,,.
Le 1er janvier 2020, la DPID devient explicitement le service du haut fonctionnaire correspondant de défense et de sécurité du ministère des Armées et son organisation est légèrement modifiée.

## Missions
La DPID a pour mission de :
- Protéger les installations intéressant la défense nationale, dont celles intéressant la dissuasion, que ces installations relèvent ou non du ministère de la défense ;
- Protéger les moyens et activités de la dissuasion, que ces moyens relèvent ou non du ministère de la défense, ainsi que des transports de ces moyens ;
- Protéger les personnes et les biens au sein du ministère de la défense ;
- Sécuriser les systèmes d'information intéressant la défense ;
- Protéger le secret de la défense nationale ;
- Protéger le potentiel scientifique et technique de la nation et de gestion de la continuité d'activité ministérielle.

## Organisation
La DPID, composée d'environ 30 personnes civiles ou militaires, est constituée de quatre départements :
- Le département « politique de protection » ;
- Le département « moyens de protection » ;
- Le département « état des lieux et conformité » ;
- Le département « analyse de la menace, expertise ».

Une section « administration générale et soutien » est chargée du soutien général et du suivi financier et logistique de la DPID.

## Directeurs
- De janvier 2016 à août 2018 : contre-amiral Frédéric Renaudeau[7]
- De septembre 2018 à août 2020 : vice-amiral Jean-Philippe Chaineau[8]
- De septembre 2020 à août 2022 : vice-amiral François Moreau[9]
- De septembre 2022 à août 2024 : vice-amiral Denis Bertrand[10]
- Depuis le 1ᵉʳ septembre 2024 : général de division aérienne Nicolas Leverrier[11]